# Horacio Yanes
Horacio Pierre Yanes Mederos (9 de diciembre de 1960) es un político uruguayo perteneciente al Frente Amplio.

## Biografía
Inicia su militancia en el Frente Amplio a fines de la dictadura cívico-militar, acercándose a la Lista 99. En 1989 acompaña a Hugo Batalla en la fundación del Partido por el Gobierno del Pueblo; es electo edil departamental. Posteriormente, en 1994 se integra al Nuevo Espacio, dirigido por Rafael Michelini, siendo reelecto edil. A inicios de los años 2000 es diputado suplente en el Parlamento.
Ya de nuevo en el Frente Amplio, es electo titular para un escaño en la Cámara de Representantes entre 2005 y 2015. Posteriormente se desempeña como Director de Turismo en la Intendencia de Canelones.
A fines de 2024, su nombre suena para futuro ministro de turismo en el gobierno de Yamandú Orsi.